# Singspiel
Das Singspiel ist ein Schauspiel mit musikalischen Einlagen (Lieder, Tänze, Instrumentalsätze) und meist heiterem Grundcharakter. Im Unterschied zur Opera buffa hat das Singspiel zwischen den Gesangsnummern keine Rezitative, sondern gesprochene Dialoge. Das „deutsche Singspiel“ ist im 18. Jahrhundert aus der Opéra comique entstanden.

## Geschichte
Die Bezeichnung Singspiel existiert in Deutschland seit dem 16. Jahrhundert für szenische Madrigale sowie kirchliche, höfische und städtische Spiele, in denen Musik eine Rolle spielte. Im Barock entwickelte sich das pastorale Singspiel nach italienischem Vorbild mit Heinrich Schütz’ Tragicomoedia von der Dafne (1627, Libretto von Martin Opitz). In dieser Zeit wird die Bezeichnung Singspiel noch recht unspezifisch für musikalische Theaterereignisse aller Art verwendet und dient bestenfalls zur Unterscheidung der deutschsprachigen Stücke von den aus dem romanischen Sprachgebiet importierten Operas.
Das Singspiel als einigermaßen klar definierte Gattung des Musiktheaters entwickelte sich etwa seit 1700 als bürgerliches Gegenstück zur höfischen Oper. Im Unterschied zur Oper tritt im Singspiel an die Stelle der Arie zunächst das Lied und an die Stelle des Rezitativs das gesprochene Wort. Einfachere Singspiele, in die statt neu komponierter Arien bekannte Lieder eingelegt waren wie bei den französischen Vaudevilles, nannte man oft Liederspiele.
1776 erklärte Joseph II. das Französische Theater in Wien (das heutige Burgtheater) zum Teutschen Nationaltheater und förderte dort die Aufführung deutscher Singspiele zur Überwindung der französischen Vorbilder. In diesem Zusammenhang entstanden Salieris Der Rauchfangkehrer (1781) und Mozarts Die Entführung aus dem Serail (1782). Das „Wiener Nationalsingspiel“ verband Traditionen des Alt-Wiener Volkstheaters mit der Opera buffa und der Opera seria. In der freien, kommerziellen Theaterszene entstand dagegen Mozarts Zauberflöte (1791), die als große Oper gelten sollte. Auch Johann Wolfgang von Goethe und Christoph Martin Wieland schrieben Texte zu Singspielen, die auf den lokalen Rahmen beschränkt blieben.
Weil Wien die größte Stadt im deutschen Sprachgebiet war, hatte das populäre Singspiel hier gute Entwicklungsmöglichkeiten. Etwas provinzieller war das nord- und mitteldeutsche Singspiel, das sich gleichfalls an der englischen ballad opera und der französischen comédie melée d'ariettes orientierte. Aus den anfänglichen reinen Übersetzungen englischsprachiger und französischer Stücke entwickeln sich bald eigenständige Bühnenstücke, die um Arien und Libretti ergänzt werden. Durch Johann Adam Hillers Einfluss erreichte das deutschsprachige Singspiel seine Blütezeit im 18. und Anfang des 19. Jahrhunderts. Das alles überstrahlende Vorbild dafür waren die Opéras comiques des Pariser Jahrmarktstheaters. Singspiele hatten häufig einen komödiantischen Charakter, weil bürgerliche Bühnenereignisse nach Maßgabe der Ständeklausel noch Komödien sein mussten. Seitdem dieses Gebot an Einfluss verlor, wurden Singspiele auch benutzt, um ernste Inhalte zu vermitteln. Beispiele hierfür sind die Mozartschen Singspiele oder Ludwig van Beethovens Fidelio (1805), dessen erster Akt eine Art Singspiel ist. Populär in der Biedermeierzeit wurden Rührstücke in Singspielmanier nach dem Vorbild von Étienne-Nicolas Méhuls Joseph (1807), so wie Joseph Weigls Die Schweizer Familie (1809).
Im 19. Jahrhundert war das Singspiel ein Gegenpol zur viel aufwändiger produzierten großen Oper und konnte auch von wandernden Theatertruppen aufgeführt werden, aus denen Autoren wie Albert Lortzing hervorgingen. Der Autor, Dramaturg und Regisseur Karl von Holtei etwa pflegte das Singspiel im Königsstädtischen Theater Berlin. Ebenso bestand ein großer Teil des Repertoires der Wiener Vorstadttheater aus Singspielen, deren Abgrenzung zur Posse mit Gesang oft nicht scharf ist.
Seit der zweiten Hälfte des 19. Jahrhunderts nannte man kleinere Operetten oft „Singspiel“ (vgl. Singspielhalle). Im 20. Jahrhundert entstand vor allem in London und New York City die Musical Comedy. Im deutschen Sprachraum populär geworden ist das auf dafür geschaffenen heiteren Volksschlagermelodien beruhende und so bezeichnete Singspiel (im eigentlichen Sinn war es bei der Uraufführung eine Revue-Operette) „Im Weißen Rössl“ von 1930.

## Ideologische Zuschreibungen
Die starke Abhängigkeit des Singspiels von den Stücken der Pariser Jahrmarktstheater wurde durch die deutsche Literatur- und Musikwissenschaft lange Zeit verschwiegen. Eine deutsch-nationalistische Kulturgeschichtsschreibung hat in der ersten Hälfte des 20. Jahrhunderts versucht, eine Geschichte des Singspiels unabhängig von französischen Einflüssen zu konstruieren. So gab es die Auffassung, dass sich aus Hillers Singspielen und Mozarts Zauberflöte linear eine Deutsche Spieloper und eine Deutsche Romantische Oper entwickelt hätten oder dass aus dem Wiener „Nationalsingspiel“ die Wiener Operette entstanden sei. Die deutschen Singspiele waren in der Fülle der marktbeherrschenden französischen Produkte allerdings nur Einzelereignisse, waren zumeist Bearbeitungen oder Übersetzungen französischer Vorlagen und konnten sich kaum von deren Einfluss lösen.

## Werke
- Johann Adam Hiller:
  - Das Orakel, 1753
  - Die Liebe auf dem Lande, 1768
  - Die Jagd, 1770
  - Der Dorfbarbier, 1771
- Antonio Salieri:
  - Der Rauchfangkehrer, Wien 1781
  - Die Neger, Wien 1802/1804
- Wolfgang Amadeus Mozart:
  - Bastien und Bastienne, Wien 1768
  - Zaide (Fragment), 1781
  - Die Entführung aus dem Serail, Wien 1782
  - Der Schauspieldirektor, Wien 1786
  - Die Zauberflöte, Wien 1791
- Carl Ditters von Dittersdorf: Doktor und Apotheker, Wien 1786
- Johann Friedrich Reichardt: Erwin und Elmire, 1790, Text: Johann Wolfgang von Goethe
- Peter von Winter:
  - Das unterbrochene Opferfest, Wien 1796
  - Der Zauberflöte zweyter Theil. Das Labyrinth, Wien 1798
- Joseph Weigl: Die Schweizer Familie, Wien 1809
- Carl Maria von Weber: Abu Hassan, München 1811
- Giacomo Meyerbeer: Wirth und Gast, Stuttgart 1813
- Franz Danzi: Turandot, Karlsruhe 1816, Text nach Carlo Gozzi
- Conradin Kreutzer:
  - Melusina, Berlin 1833, Text von Franz Grillparzer
  - Das Nachtlager in Granada, Wien 1834 (Fass. mit gesprochenen Dialogen), Text von Karl von Braun
- Heinrich Marschner: Der Holzdieb, Dresden 1825
- Franz Schubert:
  - Des Teufels Lustschloß, Wien 1813 (UA: 1978), Text: August von Kotzebue
  - Claudine von Villa Bella, 1815, Text: Johann Wolfgang Goethe
  - Der vierjährige Posten, 1815 (UA 1896)
  - Die Zwillingsbrüder, Wien 1820
  - Die Verschworenen oder Der häusliche Krieg, 1823, UA Wien 1861
- Felix Mendelssohn Bartholdy:
  - Die Hochzeit des Camacho, Berlin 1825/1827
  - Die Heimkehr aus der Fremde, Berlin 1829
- Ferdinand Raimund/Wenzel Müller: Der Alpenkönig und der Menschenfeind, Wien 1828
- Ferdinand Raimund/Conradin Kreutzer: Der Verschwender, Wien 1834
- Johann Nestroy (Textautor, die meisten der Musiken stammen von Adolf Müller):
  - Der Talisman, Wien 1840
  - Das Mädl aus der Vorstadt, Wien 1841
  - Einen Jux will er sich machen, Wien 1842
- Otto Nicolai:
  - Die lustigen Weiber von Windsor, Berlin 1849
- Joseph Gabriel Rheinberger:
  - Das Zauberwort, 1888, Text: Fanny von Hoffnaaß nach dem Märchen Kalif Storch